# Kvalifikace na Mistrovství světa ve fotbale 1966 (CAF, AFC a OFC)
Společná Kvalifikace na Mistrovství světa ve fotbale 1966 pro zóny CAF, AFC a OFC určila jednoho účastníka finálového turnaje.
Společné kvalifikace Afriky, Asie a Oceánie se mělo zúčastnit 18 týmů. Avšak všech 15 afrických týmů se vzdalo účasti na protest proti tomu, že nemá Afrika alokováno alespoň jedno přímé místo na MS. Původně bylo plánováno, že bude v první fázi africké zóny 15 týmů rozlosováno do 6 skupin po třech, resp. dvou týmech. Vítězové skupin se následně měli utkat systémem doma a venku o postup do finálové fáze. V asijské a oceánské části se nejprve měla čtveřice týmů utkat v jedné skupině, jejíž vítěz měl postoupit do finálové fáze, kde se měl přidat ke třem africkým týmům. Vítěz finálové fáze měl postoupit na MS.

## První fáze – Afrika

### Skupina 1
Týmy  Ghana a  Guinea vzdaly účast na protest proti tomu, že africká zóna nemá alespoň jednu přímou místenku na MS.

### Skupina 2
Týmy  Súdán a  Kamerun vzdaly účast na protest proti tomu, že africká zóna nemá alespoň jednu přímou místenku na MS.

### Skupina 3
Týmy  Tunisko,  Alžírsko a  Libérie vzdaly účast na protest proti tomu, že africká zóna nemá alespoň jednu přímou místenku na MS.

### Skupina 4
Týmy  Maroko,  Senegal a  Mali vzdaly účast na protest proti tomu, že africká zóna nemá alespoň jednu přímou místenku na MS.

### Skupina 5
Týmy  Etiopie a  Gabon vzdaly účast na protest proti tomu, že africká zóna nemá alespoň jednu přímou místenku na MS.

### Skupina 6
Týmy  Egypt,  Libye a  Nigérie vzdaly účast na protest proti tomu, že africká zóna nemá alespoň jednu přímou místenku na MS.

## Druhá fáze – Afrika
Druhá africká fáze se nehrála, protože po odhlášení všech afrických týmů již ve hře nezbyl žádný tým.

## První fáze – Asie
Jihoafrická republika byla vyloučena FIFA kvůli apartheidu.  Jižní Korea se vzdala účasti na protest proti přestěhování dějiště turnaje z Japonska do Kambodže.
| Poř. | Tým           | B | Z | V | R | P | VG | IG |
| ---- | ------------- | - | - | - | - | - | -- | -- |
| 1    | Severní Korea | 4 | 2 | 2 | 0 | 0 | 9  | 2  |
| 2    | Austrálie     | 0 | 2 | 0 | 0 | 2 | 2  | 9  |

| Datum                          | Domácí        | Výsledek | Hosté         |
| ------------------------------ | ------------- | -------- | ------------- |
| 21. listopadu 1965, Phnom Penh | Severní Korea | 6 – 1    | Austrálie     |
| 24. listopadu 1965, Phnom Penh | Austrálie     | 1 – 3    | Severní Korea |

Severní Korea postoupila do finálové fáze.

## Finálová fáze
Kvůli odhlášení afrických týmů se  Severní Korea automaticky kvalifikovala na Mistrovství světa ve fotbale 1966.